# كارلوس غاريدو سيرانو
كارلوس غاريدو سيرانو (بالإسبانية: Carlos Garrido Serrano)‏ (2 أبريل 1994 في إسبانيا - ) هو لاعب كرة قدم إسباني في مركز الدفاع. لعب مع نادي ألميريا.

## وصلات خارجية
- كارلوس غاريدو سيرانو على موقع قاعدة بيانات كرة القدم.إي يو (الإنجليزية)
- كارلوس غاريدو سيرانو على موقع Soccerway.com (الإنجليزية)
- كارلوس غاريدو سيرانو على موقع عالم كرة القدم.نت (الإنجليزية)